# Hrastovljan
Hrastovljan falu Horvátországban, Varasd megyében. Közigazgatásilag Martijanec község része.

## Fekvése
Varasdtól 15 km-re keletre, községközpontjától 3 km-re északra a Dráva jobb partján fekszik.

## Története
A település 1746-ban lett a Patacsich család birtoka. Patacsich Bertalan gróf, aki Kuntarić plébános nagy barátja volt Hrastovljanban új kő tornyot építtetett a kápolnának a lebontott régi fatorony helyére. A nyolcszögletű torony egy dzsámi minaretjéhez hasonlít, ezzel kitűnik a Drávamente többi barokk templomtornya közül. Sok helyi paraszt kapott földet a gróftól, aki alapítványt is tett jobbágyainak megsegítésére.
1857-ben 258, 1910-ben 432 lakosa volt. 1920-ig Varasd vármegye Ludbregi járásához tartozott. 
2001-ben a falunak 128 háza és 453 lakosa volt.

## Nevezetességei
A falu déli részén, a főút mentén emelkedő fennsíkon található Szent Benedek-kápolna mai formájában a 18. században épült. 1880-tól kezdődően G. Venchiarutti tervei szerint építették át. A kápolnát a 17. és 18. századi egyházlátogatások már említik, az írott források pedig ennek a jellegzetes, mai formájában klasszicista épületnek az idősebb koráról tanúskodnak. A templomnak négyzet alakú, boltíves hajója van, keskenyebb, félköríves szentéllyel és a 19. század első felében épült nyolcszögletű harangtoronnyal.